# Lista orașelor din Madagascar

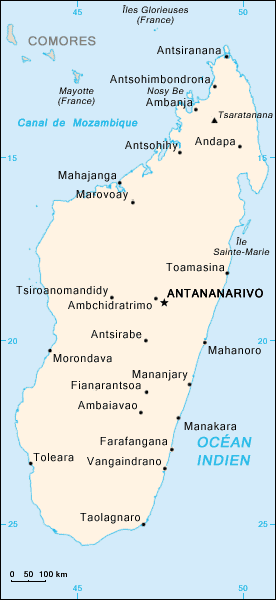
Harta Madagascarului

Aceasta este o listă a orașelor din Madagascar.
| Nume                                                         | Rec. 1993 | Est. 2001 | Regiune             | Provincie    |
| ------------------------------------------------------------ | --------- | --------- | ------------------- | ------------ |
| Ambalavao                                                    | 19.714    | 26.000    | Haute Matsiatra     | Fianarantsoa |
| Ambanja                                                      | 21.498    | 27.000    | Diana               | Antsiranana  |
| Ambatoboeny (Ambato Boeny)                                   | 15.073    | 19.000    | Boeny               | Mahajanga    |
| Ambatofinandrahana                                           | 18.286    | 24.000    | Amoron'i Mania      | Fianarantsoa |
| Ambatolampy                                                  | 18.809    | 24.000    | Vakinankaratra      | Antananarivo |
| Ambatomainty                                                 |           |           | Melaky              | Mahajanga    |
| Ambatondrazaka                                               | 27.711    | 36.000    | Alaotra-Mangoro     | Toamasina    |
| Ambenja                                                      |           |           | Boeny               | Mahajanga    |
| Ambilobe                                                     | 10.275    | 13.000    | Diana               | Antsiranana  |
| Amboasary                                                    | 24.531    | 31.000    | Anosy               | Toliara      |
| Ambohidratrimo                                               |           |           | Analamanga          | Antananarivo |
| Ambohimahamasina                                             |           |           | Haute Matsiatra     | Fianarantsoa |
| Ambohimahasoa                                                |           |           | Haute Matsiatra     | Fianarantsoa |
| Ambositra                                                    | 21.350    | 28.000    | Amoron'i Mania      | Fianarantsoa |
| Ambovombe                                                    | 45.427    | 57.000    | Androy              | Toliara      |
| Ampanihy                                                     | 17.463    | 22.000    | Atsimo-Andrefana    | Toliara      |
| Amparafaravola                                               | 33.098    | 43.000    | Alaotra-Mangoro     | Toamasina    |
| Analalava                                                    |           |           | Sofia               | Mahajanga    |
| Andapa                                                       | 14.602    | 18.000    | Sava                | Antsiranana  |
| Andilamena                                                   | 12.688    | 16.000    | Alaotra-Mangoro     | Toamasina    |
| Andramasina                                                  |           |           | Vakinankaratra      | Antananarivo |
| Anjozorobe                                                   | 12.574    | 16.000    | Analamanga          | Antananarivo |
| Ankazoabo                                                    | 17.650    | 22.000    | Atsimo-Andrefana    | Toliara      |
| Ankazobe                                                     | 10.390    | 13.000    | Analamanga          | Antananarivo |
| Anosibe An'ala                                               | 16.938    | 22.000    | Alaotra-Mangoro     | Toamasina    |
| Antalaha                                                     | 23.949    | 30.000    | Sava                | Antsiranana  |
| Antanambao Manampotsy                                        |           |           | Atsinanana          | Toamasina    |
| Antananarivo (Tananarive)                                    | 1.103.304 | 1.403.449 | Analamanga          | Antananarivo |
| Antanifotsy                                                  | 46.674    | 59.000    | Vakinankaratra      | Antananarivo |
| Antsalova                                                    |           |           | Melaky              | Mahajanga    |
| Antsirabe                                                    | 126.062   | 160.356   | Vakinankaratra      | Antananarivo |
| Antsirambazaha (Andoany. Hell-Ville)                         | 15.923    | 20.000    | Diana               | Antsiranana  |
| Antsiranana (Diégo-Suarez)                                   | 59.040    | 73.491    | Diana               | Antsiranana  |
| Antsohihy                                                    | 14.244    | 18.000    | Sofia               | Mahajanga    |
| Arivonimamo                                                  | 14.527    | 18.000    | Itasy               | Antananarivo |
| Bealanana                                                    | 11.339    | 14.000    | Sofia               | Mahajanga    |
| Befandriana-Avaratra (Befandriana Nord)                      |           |           | Sofia               | Mahajanga    |
| Befotaka                                                     |           |           | Atsimo-Atsinanana   | Fianarantsoa |
| Bekily                                                       |           |           | Androy              | Toliara      |
| Beloha                                                       | 15.651    | 20.000    | Androy              | Toliara      |
| Belo Tsiribihina (Belon'i Tsiribihina. Belo sur Tsiribihina) | 16.249    | 20.000    | Menabe              | Toliara      |
| Benenitra                                                    |           |           | Atsimo-Andrefana    | Toliara      |
| Beroroha                                                     | 12.667    | 16.000    | Atsimo-Andrefana    | Toliara      |
| Besalampy                                                    |           |           | Melaky              | Mahajanga    |
| Betafo                                                       | 19.684    | 25.000    | Vakinankaratra      | Antananarivo |
| Betioky                                                      | 21.145    | 27.000    | Atsimo-Andrefana    | Toliara      |
| Betroka                                                      |           |           | Anosy               | Toliara      |
| Boriziny (Port-Bergé)                                        |           |           | Sofia               | Mahajanga    |
| Fandriana                                                    | 22.113    | 29.000    | Amoron'i Mania      | Fianarantsoa |
| Farafangana                                                  | 17.419    | 23.000    | Atsimo-Atsinanana   | Fianarantsoa |
| Faratsiho                                                    | 24.824    | 32.000    | Vakinankaratra      | Antananarivo |
| Fenoarivo (Fenoarivobe. Fenoarivo Be. Fenoarivo Afovoany)    | 12.956    | 16.000    | Bongolava           | Antananarivo |
| Fenoarivo Atsinanana (Fénérive Est)                          | 13.514    | 18.000    | Analanjirofo        | Toamasina    |
| Fianarantsoa                                                 | 109.248   | 144.225   | Haute Matsiatra     | Fianarantsoa |
| Iakora                                                       |           |           | Ihorombe            | Fianarantsoa |
| Ifanadiana                                                   | 12.340    | 16.000    | Vatovavy-Fitovinany | Fianarantsoa |
| Ihosy                                                        | 11.951    | 16.000    | Ihorombe            | Fianarantsoa |
| Ikalamavony                                                  | 10.974    | 14.000    | Haute Matsiatra     | Fianarantsoa |
| Ikongo                                                       | 22.772    | 30.000    | Vatovavy-Fitovinany | Fianarantsoa |
| Ivohibe                                                      |           |           | Ihorombe            | Fianarantsoa |
| Kandreho                                                     |           |           | Betsiboka           | Mahajanga    |
| Maevatanana                                                  |           |           | Betsiboka           | Mahajanga    |
| Mahabo                                                       |           |           | Menabe              | Toliara      |
| Mahajanga (Majunga)                                          | 106.780   | 135.660   | Boeny               | Mahajanga    |
| Mahanoro                                                     | 25.620    | 33.000    | Atsinanana          | Toamasina    |
| Maintirano                                                   |           |           | Melaky              | Mahajanga    |
| Mampikony                                                    |           |           | Sofia               | Mahajanga    |
| Manakara (Manakara-Atsimo)                                   | 24.970    | 33.000    | Vatovavy-Fitovinany | Fianarantsoa |
| Mananara Avaratra (Mananara Nord)                            | 26.474    | 34.000    | Analanjirofo        | Toamasina    |
| Manandriana                                                  | 13.328    | 18.000    | Amoron'i Mania      | Fianarantsoa |
| Mananjary                                                    | 19.474    | 26.000    | Vatovavy-Fitovinany | Fianarantsoa |
| Mandritsara                                                  |           |           | Sofia               | Mahajanga    |
| Manja                                                        |           |           | Menabe              | Toliara      |
| Manjakandriana                                               | 21.042    | 27.000    | Analamanga          | Antananarivo |
| Maroantsetra                                                 | 15.328    | 20.000    | Analanjirofo        | Toamasina    |
| Marolambo                                                    | 16.806    | 22.000    | Atsinanana          | Toamasina    |
| Marovoay                                                     | 20.910    | 27.000    | Boeny               | Mahajanga    |
| Miarinarivo                                                  |           |           | Itasy               | Antananarivo |
| Miandrivazo                                                  | 14.026    | 18.000    | Menabe              | Toliara      |
| Midongy-Sud                                                  |           |           | Atsimo-Atsinanana   | Fianarantsoa |
| Mitsinjo                                                     |           |           | Boeny               | Mahajanga    |
| Morafenobe                                                   |           |           | Melaky              | Mahajanga    |
| Moramanga                                                    | 18.767    | 24.000    | Alaotra-Mangoro     | Toamasina    |
| Morombe                                                      |           |           | Atsimo-Andrefana    | Toliara      |
| Morondava                                                    | 25.021    | 31.000    | Menabe              | Toliara      |
| Nosy Be (Nossi-bé)                                           |           |           | Diana               | Antsiranana  |
| Nosy Varika                                                  | 26.133    | 34.000    | Vatovavy-Fitovinany | Fianarantsoa |
| Sainte-Marie (Nosy-Boraha)                                   |           |           | Analanjirofo        | Toamasina    |
| Sakaraha                                                     | 14.839    | 19.000    | Atsimo-Andrefana    | Toliara      |
| Sambava                                                      | 22.131    | 28.000    | Sava                | Antsiranana  |
| Soalala                                                      |           |           | Boeny               | Mahajanga    |
| Soanierana Ivongo                                            | 25.229    | 33.000    | Analanjirofo        | Toamasina    |
| Soavinandriana                                               | 26.734    | 34.000    | Itasy               | Antananarivo |
| Tôlanaro (Tolagnaro. Tola'aro. Faradofay)                    | 30.690    | 39.000    | Anosy               | Toliara      |
| Toamasina (Tamatave)                                         | 137.782   | 179.045   | Atsinanana          | Toamasina    |
| Toliara (Tuléar)                                             | 80.826    | 101.661   | Atsimo-Andrefana    | Toliara      |
| Tsaratanana                                                  | 11.214    | 14.000    | Betsiboka           | Mahajanga    |
| Tsiombe                                                      | 20.277    | 26.000    | Androy              | Toliara      |
| Tsiroanomandidy                                              | 17.883    | 23.000    | Bongolava           | Antananarivo |
| Vangaindrano                                                 | 16.546    | 22.000    | Atsimo-Atsinanana   | Fianarantsoa |
| Vatomandry                                                   |           |           | Atsinanana          | Toamasina    |
| Vavatenina                                                   | 23.716    | 31.000    | Analanjirofo        | Toamasina    |
| Vohemar (Vohémar)                                            |           |           | Sava                | Antsiranana  |
| Vohibinany (Ampasimanolotra, Brickaville)                    | 16.261    | 21.000    | Atsinanana          | Toamasina    |
| Vohipeno                                                     |           |           | Vatovavy-Fitovinany | Fianarantsoa |
| Vondrozo                                                     | 14.032    | 19.000    | Atsimo-Atsinanana   | Fianarantsoa |